# Hippia pulchra
Hippia pulchra är en fjärilsart som beskrevs av Butler 1878. Hippia pulchra ingår i släktet Hippia och familjen tandspinnare. Inga underarter finns listade i Catalogue of Life.